# جارکو و لورا
جارکو و لورا (به انگلیسی: Jarkko & Laura) گروه موسیقی فنلاندی است.
آن‌ها نماینده فنلاند در یوروویژن ۱۹۶۹ بودند.